# 1915 au Maroc
Chronologie du Maroc
- 1911
- 1912
- 1913
- 1914
- 1915
- 1916
- 1917
- 1918
- 1919

Cet article présente les faits marquants de l'année 1915 au Maroc ou relatifs au Maroc.

## Événements
- Hubert Lyautey reçoit l'ordre de Paris de retirer les troupes de l'intérieur pour les envoyer sur le front en France.
- Le premier lycée du Maroc, Omar Ibn Abdelaziz, ouvre à Oujda[1].
- Le Club Stade Marocain (en arabe : نادي سطاد المغربي) est un club marocain de football fondé en 1915 et basé dans la ville de Rabat. Considéré comme l'un des plus anciens clubs de football marocains encore en activité, il représente la ville de Rabat tant que deuxième club fondé à la capitale (après l'Olympique Marocain).
- Le Racing Athletic Club (en arabe : نادي الراسينغ الرياضي), plus couramment abrégé en RAC, est un club marocain omnisports fondé en 1915 sous le nom de Racing Club Marocain, basé dans la ville de Casablanca.
- 5 septembre au 5 novembre : exposition de Casablanca[2].
- 17 novembre : création du dahir relatif à la création du nouveau drapeau du Maroc[3].